# Дитятин
Дитя́тин — село Івано-Франківська область області.

## Історія
Перша письмова згадка — 10 березня 1424 року; згадане в грамоті короля Владислава ІІ Ягайла, виданій у Кракові. Село віддавали в довічне володіння митрополичому костелу Львова.
Під час польсько-більшовицької війни поблизу села відбулася битва, звана поляками «Польські Термопіли».
У 1939 році в селі проживало 1210 мешканців (875 українців, 260 латинників, 60 поляків, 15 євреїв).

## Відомі люди

### Народились
- Перепічка Євген — письменник, дослідник діяльности Степана Бандери[4], ОУН-УПА[5]
- Адам Ясинський — перемиський єпископ РКЦ.[6]